# Подольский, Андрей Ильич
Андре́й Ильи́ч Подо́льский (род. 20 июля 1947, Москва) — российский психолог, доктор психологических наук, заведующий кафедрой психологии образования и педагогики МГУ им. М.В. Ломоносова. Председатель российского отделения Европейского общества по исследованиям в области учения и обучения (EARLI); член международного научного комитета Международной организации научных и практических исследований в области корпоративного обучения персонала (COTEP) (с 1992). Заслуженный профессор Московского университета (2002).

## Биография
Родился 20 июля 1947 года в семье военнослужащих. В 1965 году, окончив среднюю школу, поступил в МГУ. В 1970 году с отличием окончил факультет психологии МГУ и поступил туда же в аспирантуру. Тема кандидатской диссертации, защищенной под руководством профессора П. Я. Гальперина: «Экспериментальное формирование зрительного опознания объектов» (1973). После защиты диссертации стал работать на факультете психологии МГУ. В 1987 году защитил докторскую диссертацию «Функциональное развитие познавательной деятельности в условиях её планомерного формирования». После смерти П. Я. Гальперина — заведующий кафедрой возрастной психологии факультета психологии МГУ (с 1989 года).
Член редколлегии научных журналов «Мир психологии», «Вестник МГУ. Серия 14. психология», «Национальный психологический журнал», «Learning and Instruction».

## Научная деятельность
Области научной деятельности А. И. Подольского: общая, прикладная, возрастная и педагогическая психология.
А. И. Подольский разработал более 30 оригинальных исследовательских и прикладных методик формирования различных видов и форм познания человека в условиях учебной и трудовой деятельности. Приоритетными являются исследования в области механизмов становления сокращенных (симультанных) форм познавательной деятельности человека, иерархического и гетерархического подхода к их описанию (1977; 1987). А. И. Подольский исследовал условия и механизмы планомерного (управляемого) формирования сложных видов профессиональной деятельности; разрабатывает научно-методические основы подготовки, переподготовки и повышения квалификации практических психологов в сфере образования и занятости населения (1986; 1992). Также А. И. Подольский изучает процессы развития, учения и обучения у детей и взрослых.

## Монографии
- Формирование симультанного опознания. — М., 1977;
- Становление познавательного действия: научная абстракция и реальность. — М., 1987;
- Психология подготовки специалистов на современном производстве. — М., 1992;
- Современная американская психология развития (в соавт.). — М., 1988;
- Психолого-педагогическая подготовка обучающего персонала учебных центров энергетики (в соавт.). — М., 1986.

## Преподавательская деятельность
В МГУ А. И. Подольский читает следующие курсы:
- Общая психология
- Возрастная психология
- Общая и прикладная психология развития
- Управляемое формирование профессиональной деятельности
- Развитие, учение и обучение в зрелом возрасте, Формирование умственной деятельности

## Награды и звания
- Заслуженный профессор МГУ (2002)
- Медаль К. Д. Ушинского «За заслуги в области научно-педагогической деятельности»
- Звание «Почетный работник высшего профессионального образования».
- Премия Президента Российской Федерации в области образования за 1999 г. — «За достижения в области фундаментальной и прикладной психологии»